# 博爾塔拉河
博尔塔拉河是中华人民共和国新疆维吾尔自治区西部的一条内流河，位于博尔塔拉蒙古自治州，距離乌鲁木齐市410公里。发源于空郭罗鄂博山的别洪林达坂，向东流经温泉县、博乐市后，在精河县境内接纳大河沿子河，后折向北偏东方向，注入艾比湖。该河全长184千米，集水面积约6627平方千米，年均径流量约为4.78亿立方米。根据博乐水文站测定，该河冬季富水期径流量占全年的35%，夏季枯水期径流量占全年的19.8%。
年平均降雨量為282毫米。降雨量最多的月份是6月，平均為39mm降水量，以及最乾燥的三月，降水10毫米。